# Red River megye (Louisiana)
Red River megye az Amerikai Egyesült Államokban, azon belül Louisiana államban található. Megyeszékhelye és legnagyobb városa Coushatta. Lakosainak száma 7620 fő (2020. április 1.). Red River megye Caddo, Bossier, Bienville, Natchitoches és DeSoto megyékkel határos.

## Népesség
A megye népességének változása:
| Lakosok száma | 9053 | 9049 | 9029 | 8894 | 8593 | 7620 |
|               | 2010 | 2011 | 2012 | 2013 | 2015 | 2020 |